# Leffe (piwo)

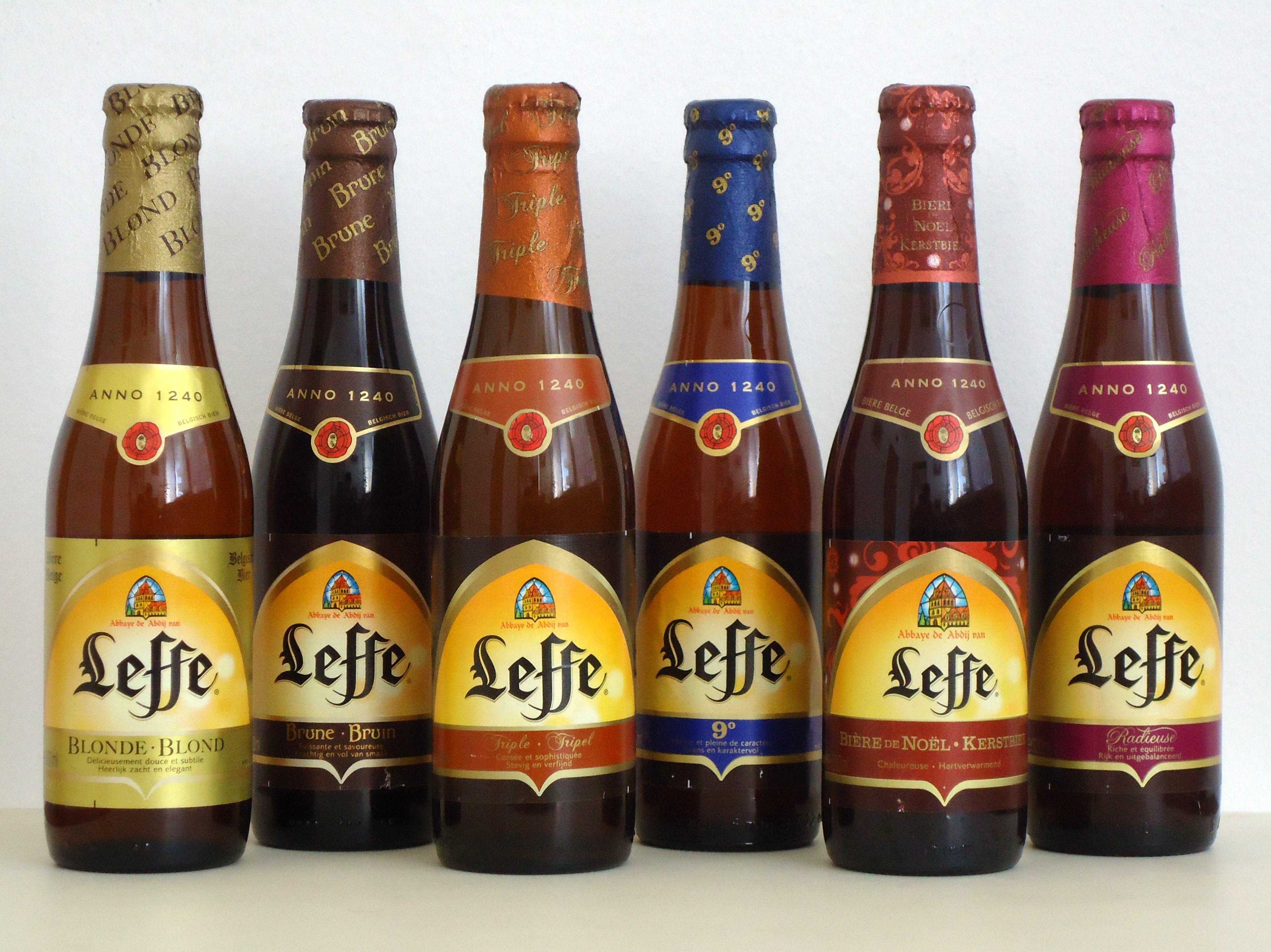
Piwa Leffe

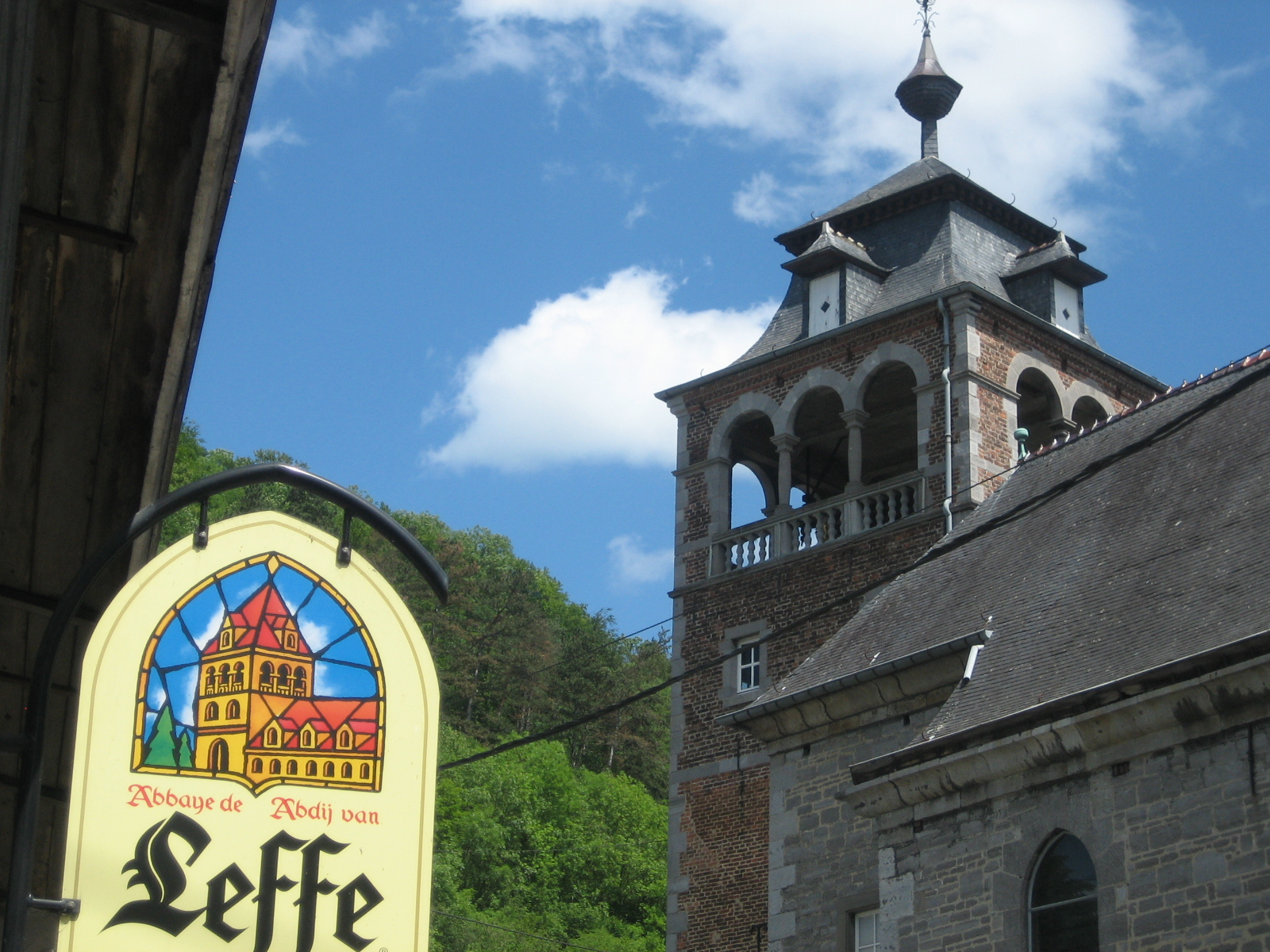
Opactwo w Dinant

Leffe – marka piwa należąca do InBev, europejskiego oddziału globalnego koncernu browarniczego Anheuser-Busch InBev. W ofercie znajduje się kilka rodzajów piwa, reklamowanych jako piwa klasztorne. Są produkowane w dużych ilościach i dystrybuowane w wielu krajach.

## Historia
Opactwo Leffe zostało założone w 1152 roku nad rzeką Mozą w prowincji Namur w południowej Belgii. Podobnie jak w wielu innych klasztorach w Europie w tamtym czasie, bracia premonstratensi (norbertanie) z opactwa Notre-Dame de Leffe warzyli piwo typu ale, począwszy od 1240 roku.
Opactwo na przestrzeni lat ulegało zniszczeniom zarówno na skutek czynników naturalnych, jak i działalności człowieka: w 1460 roku rzeka Moza zalała browar, a sześć lat później pożar zniszczył opactwo. Browar został przejęty przez państwo po rewolucji francuskiej w 1796 roku, a zabudowania były wielokrotnie niszczone. W 1902 roku opactwo zwrócono zakonnikom. Stare kotły przetopiono na potrzeby przemysłu zbrojeniowego w czasie I wojny światowej.
Produkcję piwa wznowiono w 1952 roku, kiedy to ojciec Abbot Nys, przy pomocy piwowara Alberta Lootvoeta wprowadził na rynek brown ale. Browar został później kupiony przez międzynarodowy koncern piwowarski Interbrew (obecnie AB InBev). Następnie piwo Leffe warzono w browarze Mont-Saint-Guibert, aż do momentu jego zamknięcia. Obecnie piwa Leffe warzone są w browarze Stella Artois w Leuven, a także na licencji – i z obniżoną zawartością alkoholu – w Wielkiej Brytanii. Opactwu są wypłacane tantiemy.
W mieście Dinant znajduje się Muzeum Leffe, znane także jako Maison Leffe.